# Виляно д'Асти
Виля̀но д'А̀сти (на италиански: Vigliano d'Asti; на пиемонтски: Vijan, Виян) е село и община в Северна Италия, провинция Асти, регион Пиемонт. Разположено е на 279 m надморска височина. Населението на общината е 880 души (към 2010 г.).